# Becca Fitzpatrick
Becca Fitzpatrick (nacida el 3 de febrero de 1979) es una escritora estadounidense, conocida por haber escrito uno de los best sellers del New York Times: Hush, Hush.

## Biografía
Nacida en Estados Unidos. Criada en Centerville (Utah), se graduó en abril de 2001 en Universidad Brigham Young con una licenciatura en Ciencias de la Salud, cierto tiempo ejerció trabajos como secretaria, maestra, y contadora en una escuela secundaria alternativa en Provo (Utah) para luego dedicarse a su gran pasión: escribir.
En febrero de 2003, su marido Justin, un nativo de Filadelfia, la inscribió en una clase de escritura creativa para su vigésimo cuarto cumpleaños. Fitzpatrick ha declarado: "Ese día me fui de la niña que escribió las historias diarias en la intimidad de su diario, a la niña que escribió las historias y las compartió con la gente fuera de los mundos en su cabeza. Fue también en esa categoría que empecé a escribir Hush, Hush. Acerca del regalo de Justin también podemos encontrar una referencia en la dedicatoria del primer tomo de su saga. La dedicatoria reza: "Para Heather, Christian y Michael. Nuestra infancia no era nada sin imaginación. Y a Justin. Gracias por no elegir la clase de cocina japonesa. Te quiero." Al parecer, su marido tuvo que decidirse entre el curso de escritura creativa y el de cocina japonesa".
Poco después de terminar de escribir la saga Hush, Hush la autora anunció estar escribiendo una nueva historia. Ésta tiene como título Black Ice.
La saga de Hush Hush, Crescendo, Silence y Finale son los más famosos ya que fueron los primeros libros de Becca, en las cuatro sagas a Nora Grey le pasa cosas inexplicables.
En el mes de abril de 2014 Becca estuvo presente en la XXVII Feria del Libro en Bogotá, Colombia; lugar donde los lectores que estuvieron presentes tuvieron la dicha de tener sus libros autografiados por ella. También habló sobre su nueva novela Black Ice que fue lanzada en el mes de octubre de 2014, Fitzpatrick indicó que esta novela no tendrá 'sucesos paranormales pero sí tendrá mucho romance y suspenso'...
En 2015 (10 de noviembre más específicamente) fue publicado su libro Dangerous lies "Los asesinos siempre intentan deshacerse de los testigos, y Stella ha cometido un error que podría convertirse en la pista crucial para encontrarla".

## Obras
Saga Hush Hush 
- Hush Hush
- Crescendo
- Silence
- Finale
- Los calabozos de Langeais

En cada uno, el personaje principal es Nora Grey, una estudiante quien conoce al misterioso Patch Cipriano, quien describió a la perfección como un irresistible y peligroso chico con un secreto. Su amor incondicional trata de pasar varios obstáculos, incluso la muerte, para poder estar juntos.
Recientemente ha publicado un libro titulado Black Ice, Hielo Negro en Latinoamérica. 
Otras Obras
- Black Ice (Hielo negro en España y Latinoamérica)
- Dangerous Lies (Mentiras peligrosas)